# Obs! Stormarknad, Vårby

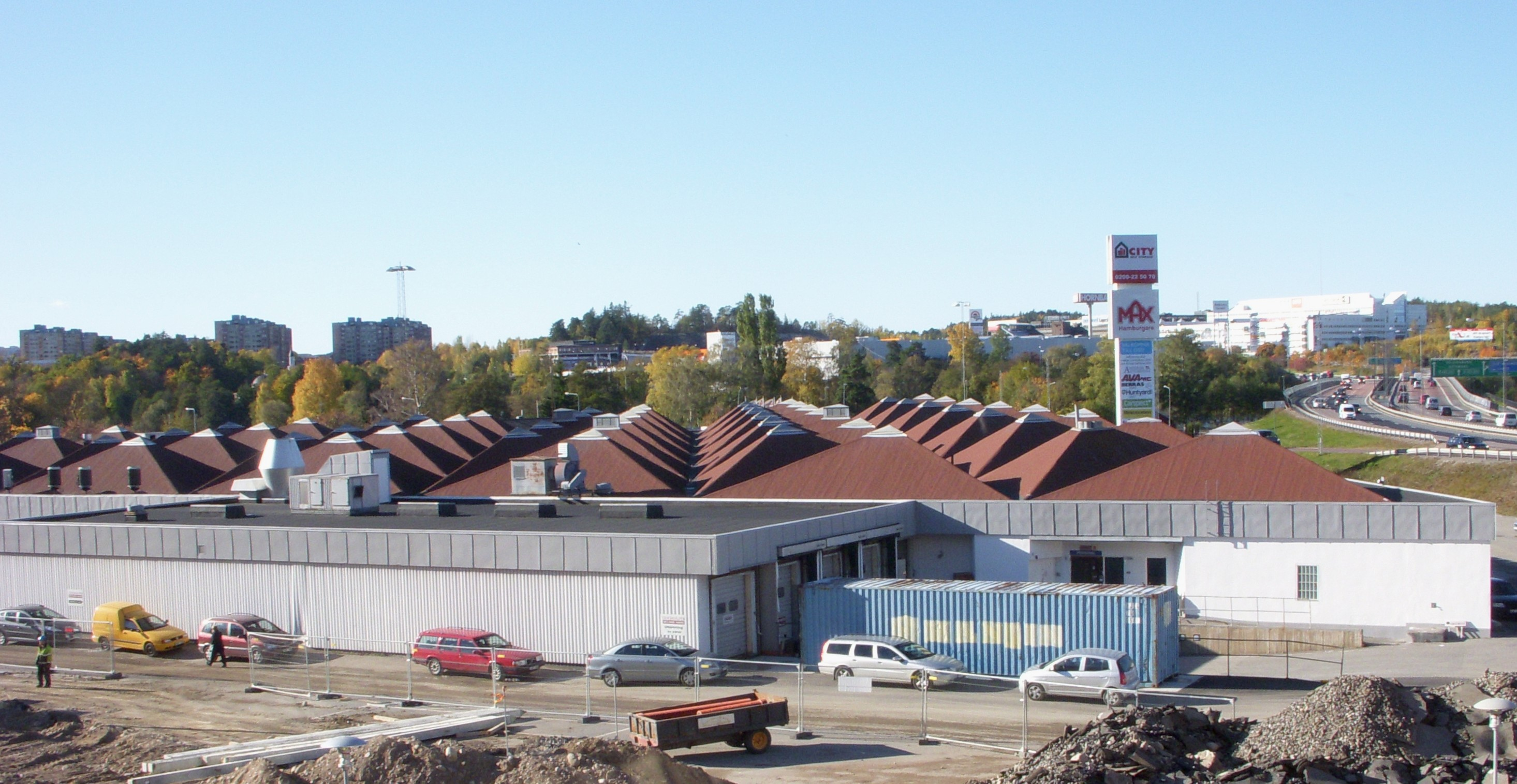
Anläggningen i oktober 2010; vy mot syd och E4/E20.

Obs! Stormarknad, Vårby låg vid trafikplats Vårby, Vårby Haga intill Södertäljevägen (E4/E20) i Huddinge kommun. Byggnaden finns kvar men Obs! verksamhet upphörde 1998 när Skeidar Möbler & Interiör och senare Mio möbler flyttade in. 
Mellan 2010 och 2011 genomfördes en större ombyggnad av huset samt uppfördes tillbyggnader i anslutningen, som blev en handelsplats med bland annat bilanknytning. Området marknadsförs som Vårby Allé 53.

## Varuhuset under KF:s tid

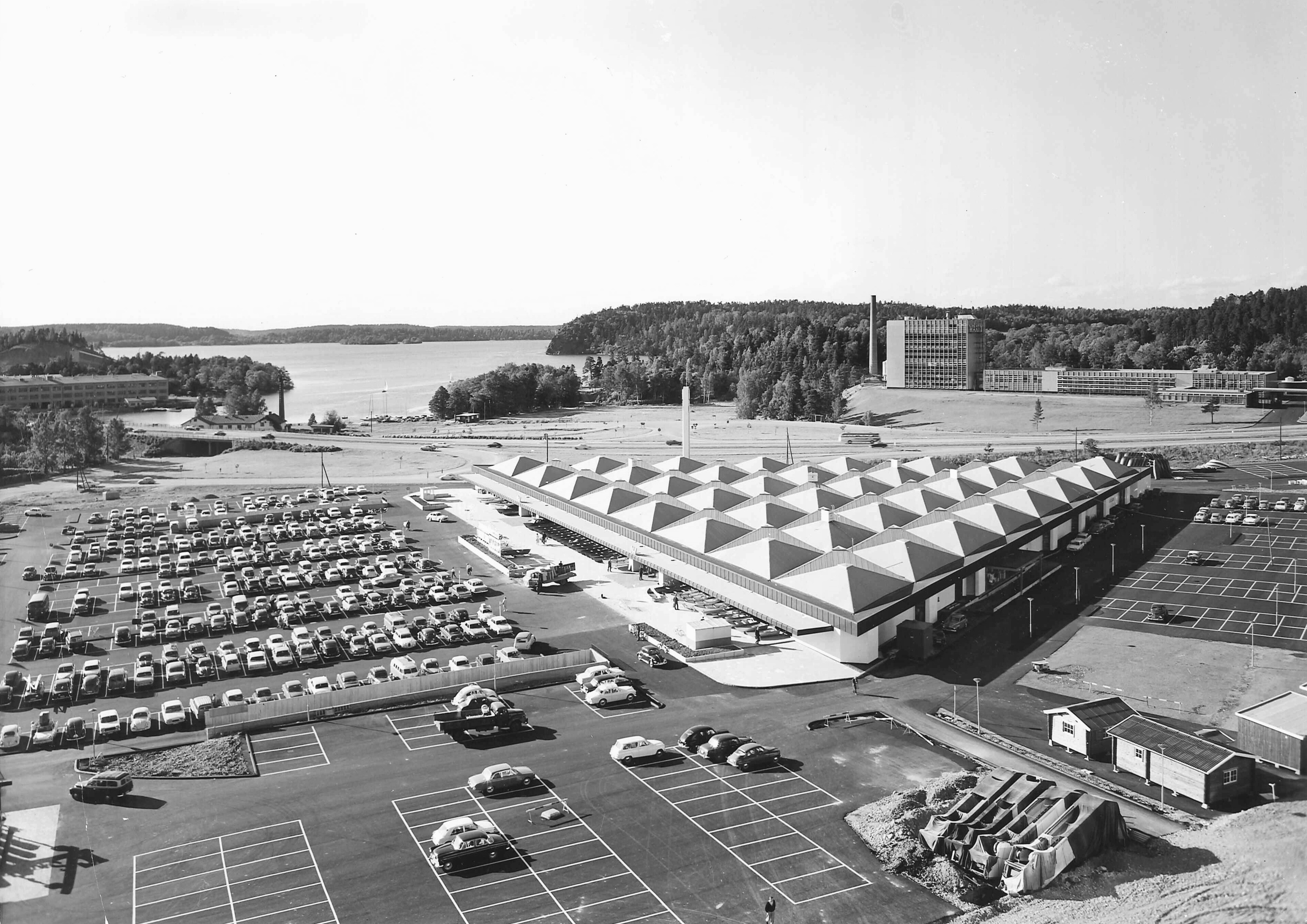
Obs! Vårby 1963. I bakgrundens syns Wårby Bryggerier.

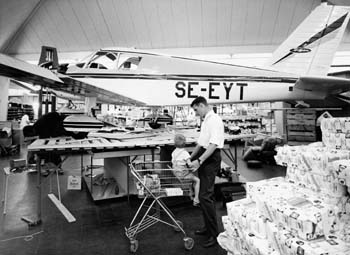
Skyltning med flygplan, 1966.

År 1963 öppnade Kooperativa Förbundetets första stormarknad i Sverige, det var Obs! Stormarknad i Vårby, som låg med bra skyltläge intill den nybyggda motorvägen (Södertäljevägen - E4/E20). Förebilden var de amerikanska "supermarkets" och KF kallade sin anläggning "rabattvaruhuset" med 7–10 % lägre prisnivå. Vid starten tvivlade många att kunderna skulle åka så långt utanför staden för att handla. Men resultatet blev över förväntan och det första året (1964) uppgick omsättningen till 36 miljoner kronor, vilket var betydligt över budgeten. 
I stormarknaden fick kunderna själva plocka ihop dagligvaror och kapitalvaror och det förutsattes att kunden kom i egen bil, för det anordnades en stor parkeringsplats utanför varuhuset. Konceptet fick sedermera efterföljare runtom i Sverige. Antal anställda var då cirka 150 personer, varav många arbetade deltid. År 1976 (Obs! Stormarknads sista år) var omsättningen 185 miljoner kronor och personalstyrkan uppgick till 430.
Byggnaden ritades av arkitekt Niels Lund-Hansen vid KFAI, KF:s eget arkitektkontor. Arkitekturen utmärker sig genom husets planform, som är en triangel och yttertakets 63 stycken takpyramider i form av tetraeder. Försäljningsytor fanns i två plan om sammanlagt 15 000 m², förbundna med rullramper så att man kunde ta med sig shoppingvagnen mellan våningarna. Utanför fanns 900 parkeringsplatser. 
Stormarknadsförsäljning ändrades 1977 till möbler och heminredning när Obs! Interiör övertog verksamheten. Inför öppnandet av det nya möbelvaruhuset genomfördes en del om- och tillbyggnader och ytan ökades till 16.000 m². Hela sortimentet producerades av Kooperativa förbundet.  År 1981 hade Obs! Interiör 180 anställda och en omsättning på cirka 100 miljoner kronor. En ny Obs! Stormarknad hade uppförts 1980 en dryg kilometer söderut med Obs! Fittja (idag Botkyrka handel) och dit flyttade försäljningen av dagligvaror och kapitalvaror.

## Skeidar Möbler & Interiör och Mio Möbler

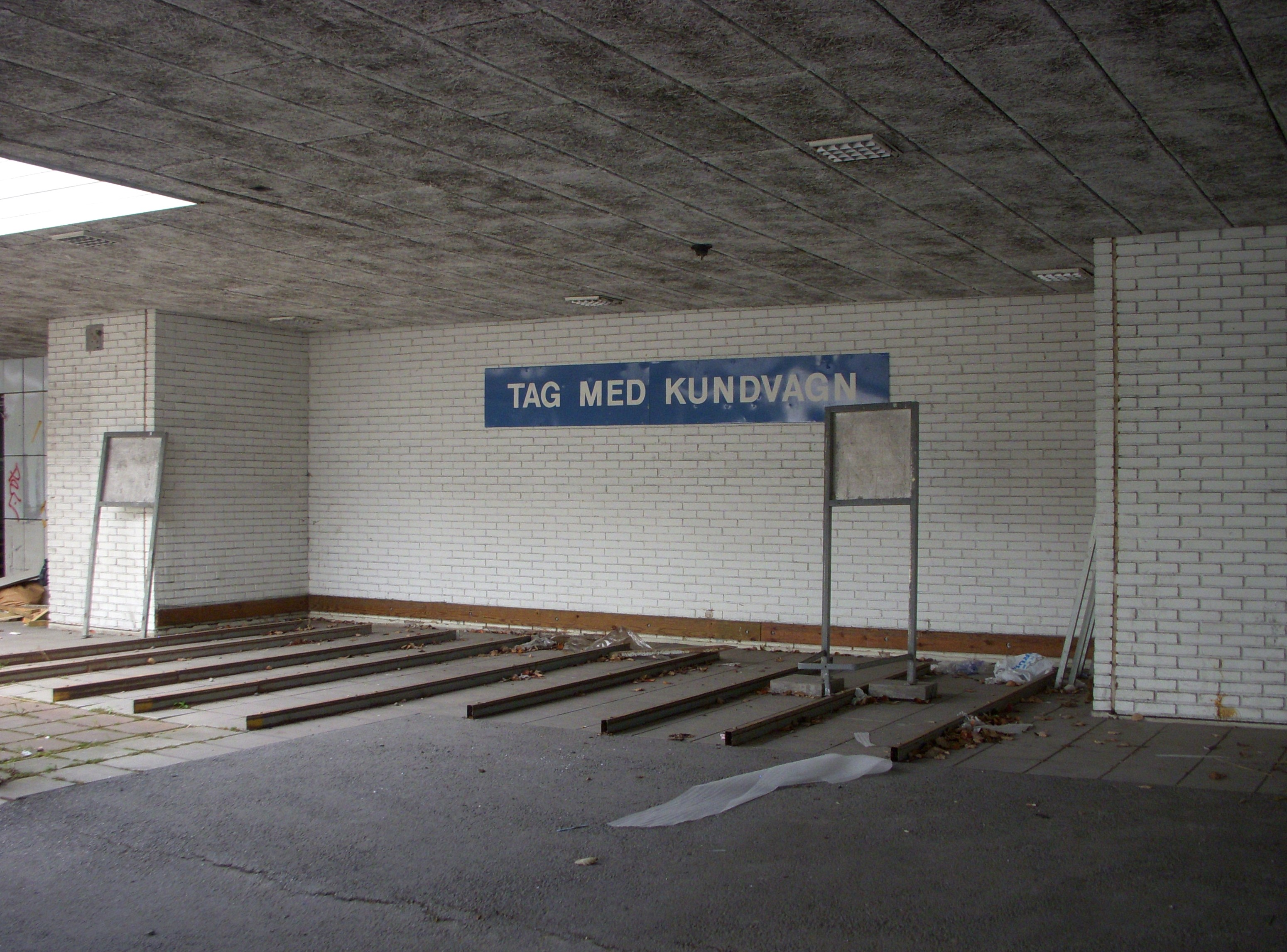
Sista rester efter möbelvaruhuset

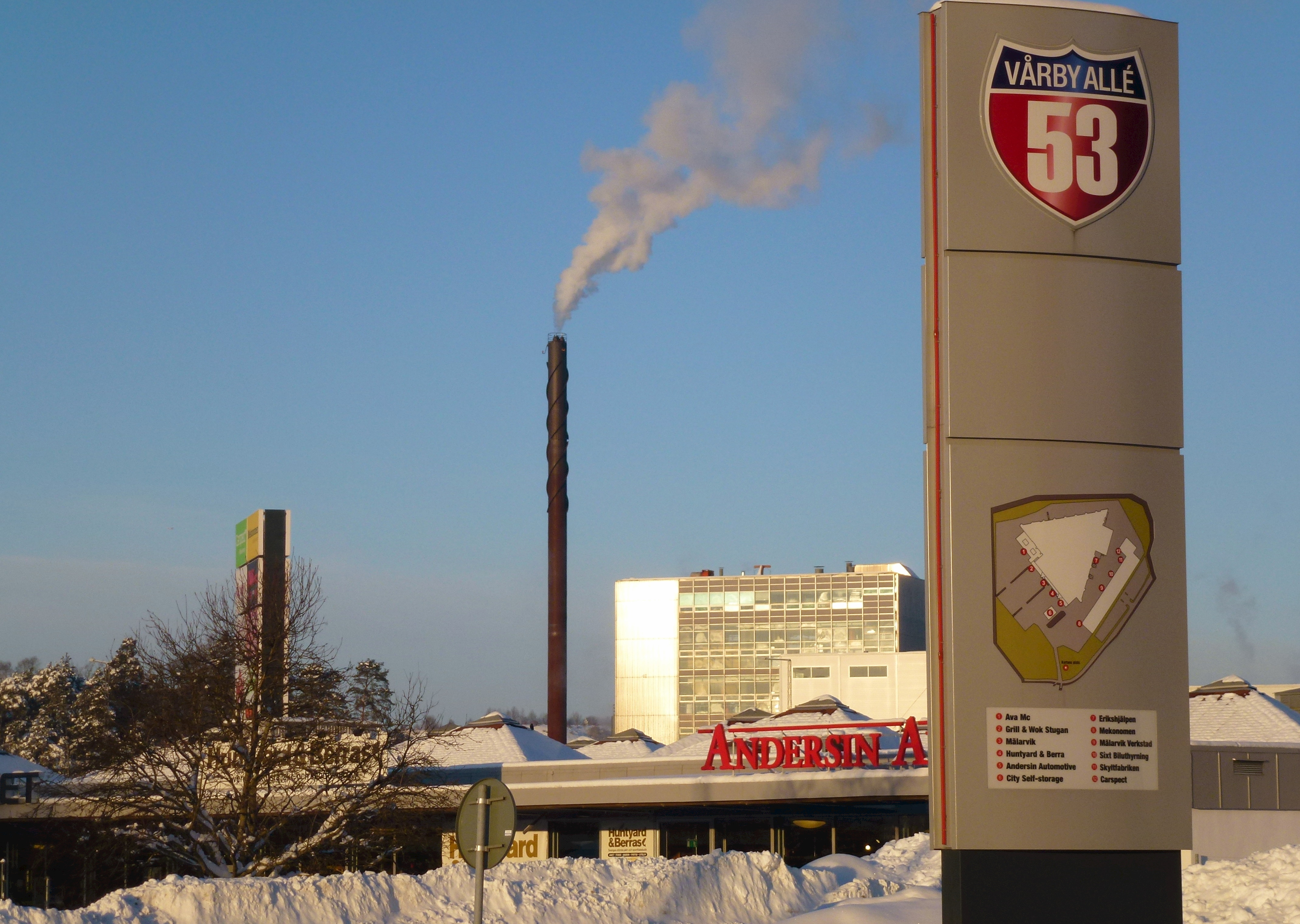
Handelsplats "Vårby Allé 53", 2013.

År 1998 ändrades Obs! Interiör till Skeidar Möbler & Interiör sedan den norska möbelkedjan Skeidar förvärvade KF:s samtliga interiörvaruhus. Skeidar Möbler & Interiör  misslyckades dock som varumärke och hade dålig försäljning. Man beslutade i samråd med KF, som fortfarande ägde fastigheten, att dela upp lokalen. 
Skeidar behöll gatuplanet medan källarvåningen byggdes om och blev tre butikslokaler. En av dem hyrde Överskottsbolaget (Ö&B). På hösten 2001 förvärvade Mio möbler den svenska delen av möbelkedjan Skeidar.
Mio möbler hade redan sedan år 2000 en stor butik i Slagsta Strand Köpcentrum, som låg bara några hundratal meter från Vårby-butiken.  Till en början försökte Mio driva Vårby-butiken och Slagsta-butiken samtidigt, men 2008 flyttade man hela verksamheten till sin nya butik i Heron City inom Kungens kurva. Kungens kurvas utbyggnad blev inte bara slutet för verksamheten i gamla Obs! Stormarknad, Vårby  utan även för Slagsta Strand Köpcentrum.

## Ny handelsplats "Vårby Allé 53"
I oktober 2007 köpte Broadgate & Stendörren - koncernen fastigheten Riggen 1, det tidigare Obs-varuhuset i Vårby, av Atrium Ljungberg - gruppen. Fastigheten har en yta av totalt 36 820 m²  och köpeskillingen uppgick till 73 miljoner kronor.
Broadgate & Stendörren ansökte och fick en detaljplaneändring i april 2010. Den nya detaljplanen innebär att en befintlig men outnyttjad byggrätt för lagerbyggnad, blir något utökad och att småindustriell verksamhet såsom bilverkstad, skyltfabrik, däckfirma, bilutställning samt lager kan bedrivas i den nya byggnaden.
Åren 2010 till 2011 pågick byggnadsarbeten och en del nya företag med bilanknytning har flyttat in i renoverade lokaler. År 2012 invigdes "Vårby Allé 53", som utgör södra Stockholms nya handelsplats för bilar, motorcyklar, jakt och fiske.

## Citat
| ” | ...Samma vår som politikerna pulsade omkring i snön med sina måttband hade Nils Eliasson i tysthet börjat utveckla en annan idé som han kallade Sveriges första "bilistcentrum". [...] Men med bilistcentrumet blev det svårare. Det var långt före sin tid. NK, Metro och Gulf som varit intresserade av projektet vågade inte fullfölja. I stället övertalade han KF som inför julhandeln 1963 invigde det trekantiga Obs!-varuhuset i Vårby. Från början påminde det om Wal-Mart i USA. [...] Alla tänkte att projektet var omöjligt. Vem skulle åka ut till åkrarna och småbåtshamnarna runt Vårby och Fittja för att handla? Men varuhuset blev en succé och omsättningen överträffade omedelbart alla förväntningar. Obs! i Vårby med sin lätt futuristiska design var Storstockholms första köplada. | „ |

Nils Eliasson var socialdemokratiskt kommunalråd i Huddinge kommun mellan 1949 och 1963 och gick under smeknanmet Huddingekungen. Den snöexpedition som antyds syftar på den så kallade Vårbyaffären och ett möte den 11 mars 1961 när Eliasson, Joakim Garpe och Göran Sidenbladh möttes i hemlighet i dagens Vårberg.